# Вачка (приток Мени)
Вачка — река в России, протекает в Сеченовском районе Нижегородской области и Ардатовском районе Мордовии. Устье реки находится в 54 км по левому берегу реки Меня. Длина реки составляет 15 км.
Исток реки севернее деревни Обухово в Нижегородской области. Течёт на юг и юго-восток, в нижнем течении перетекает в Мордовию. Впадает в Меню у деревни Ульяновка.

## Данные водного реестра
По данным государственного водного реестра России относится к Верхневолжскому бассейновому округу, водохозяйственный участок реки — Сура от устья реки Алатырь и до устья, речной подбассейн реки — Сура. Речной бассейн реки — (Верхняя) Волга до Куйбышевского водохранилища (без бассейна Оки).
Код объекта в государственном водном реестре — 08010500412110000039050.